# Уилямс FW09
Уилямс FW09 е болид от Формула 1 с който отборът на Уилямс участва през сезон 1984, както и в едно състезание преди това през сезон 1983. Болидът е първият за отбора който използва турбозадвижвани двигатели Хонда. Пилоти са Кеке Розберг и Жак Лафит.

## 1983
Болидът е конструиран от алуминий с карбонови нишки които се използва при стресовите точки и е разработен върху предшественика си Уилямс FW08C. Мястото около двигателя трябваше да бъде реконструиран заради новия V6 двигател, който е малък от Форд Косуърт V8, но по-мощен като генерира 850 к.с. Предната част също претърпя промени за подобряване на аеродинамиката. FW09 прави дебюта си за ГП на ЮАР 1983, което бе по-скоро тестов шейкдаун за следващия сезон. Кеке Розберг показа пълния си потенциал на болида като се класира шести в квалификацията и шести в самото състезание, докато Жак Лафит стартира 10-и но отпадна след като загуби контрол на завоя Кроуторн във втората обиколка.

## 1984
Колата бе използвана за сезон 1984 от Розберг и Лафит, като и двамата пилоти намериха повече мощност на двигателя, което им хареса но не и за самото шаси, което страда от мощността генерирана от двигателя Хонда. Това повлия сериозно и на баланса на болида, правейки го твърде бърз на правите, поради високия център на притегляне. Проблемите бяха олицветворени от журналиста Клив Джеймс, описвайки че „Розберг успя да направи Уилямс-а управляем, от който Франк Уилямс и всички останали знаят че не е“.
Надежността също бе проблем за FW09. От общо 16 състезания са регистрирани само 11 завършвания, но скоростта не бе повлияна от това, като болида бе един от най-бързите в колоната, постигайки скорост от 310 км/ч в квалификацията и в състезанието (макар че не бе бърз колкото болида на Брабам-БМВ, който бе с 15 км/ч по бърз от Уилямс-а). Розберг постигна първата победа за отбора след ГП на Монако 1983 в ГП на Далас 1984, благодарение на факта, че повечето пилоти включително предентентите за световната титла от Макларън, Ален Прост и Ники Лауда отпаднаха в състезанието. Модифицираният болид FW09B обаче не показа добри резултати от ГП на Великобритания 1984 насам, като Розберг постига 8-о място в Холандия и 14-о място на Лафит в Португалия. Отборът завърши шести в класирането при конструкторите с 25.5 точки, завършвайки дори зад Рено и Брабам.

## Класиране във Формула 1
| Година | Отбор/Шаси        | Двигател            | Гуми | Пилоти       | 1   | 2   | 3   | 4   | 5   | 6   | 7   | 8   | 9   | 10  | 11  | 12  | 13  | 14  | 15  | 16  | Тчк. | WCC  |
| ------ | ----------------- | ------------------- | ---- | ------------ | --- | --- | --- | --- | --- | --- | --- | --- | --- | --- | --- | --- | --- | --- | --- | --- | ---- | ---- |
| 1983   | Уилямс FW09       | Хонда RA163-E V6 tc | Г    |              | BRA | USW | FRA | SMR | MON | BEL | DET | CAN | GBR | GER | AUT | NED | ITA | EUR | RSA |     | 2    | 11-и |
| 1983   | Уилямс FW09       | Хонда RA163-E V6 tc | Г    | Кеке Розберг |     |     |     |     |     |     |     |     |     |     |     |     |     |     | 5   |     | 2    | 11-и |
| 1983   | Уилямс FW09       | Хонда RA163-E V6 tc | Г    | Жак Лафит    |     |     |     |     |     |     |     |     |     |     |     |     |     |     | Ret |     | 2    | 11-и |
| 1984   | Уилямс FW09/FW09B | Хонда RA163-E V6 tc | Г    |              | BRA | RSA | BEL | SMR | FRA | MON | CAN | DET | DAL | GBR | GER | AUT | NED | ITA | EUR | POR | 25.5 | 6-и  |
| 1984   | Уилямс FW09/FW09B | Хонда RA163-E V6 tc | Г    | Кеке Розберг | 2   | Ret | 4   | Ret | 6   | 4   | Ret | Ret | 1   | Ret | Ret | Ret | 8   | Ret | Ret | Ret | 25.5 | 6-и  |
| 1984   | Уилямс FW09/FW09B | Хонда RA163-E V6 tc | Г    | Жак Лафит    | Ret | Ret | Ret | Ret | 8   | 8   | Ret | 5   | 4   | Ret | Ret | Ret | Ret | Ret | Ret | 14  | 25.5 | 6-и  |